# Teleadriatica
Teleadriatica era un'emittente televisiva locale delle Marche.

## Storia
Nel 1996, l'imprenditore e farmacista civitanovese Daniele Maria Angelini acquista Telecivitanova con sede a Civitanova Marche.
In seguito compra Marche Uno Tv, RTA (Rete Televisiva Adriatica), Reteagape, Televisione Cattolica di Ancona, Teleradiocity di Urbania ed Onda Sanbenedettese, espandendosi così in tutta la regione e riunendo tutte le emittenti in Marche Uno Tv. Daniele Maria Angelini concepisce anche il nome Teleadriatica e ne realizza il marchio. Successivamente Teleadriatica aderisce al circuito Odeon Tv fino al 2004.
A luglio 2005 Angelini cede il 50% delle sue quote a 7 Gold, rimanendo proprietario per l'altro 50% cosicché Marche Uno Tv entra nel circuito nazionale 7 Gold . Sempre Angelini, che è anche Direttore di testata, continua a usare il nome Teleadriatica per il canale principale. Ad aprile 2007 la sede di 7 Gold Teleadriatica (Marche Uno Tv) viene trasferita ad Ancona .
A gennaio 2014 Marche Uno Tv è acquisita interamente dal circuito nazionale 7 Gold e prende il nome 7 Gold Marche, mentre Teleadriatica resta all'imprenditore Daniele Maria Angelini, proprietario del marchio.
Il marchio Teleadriatica compariva sporadicamente sugli schermi televisivi sostituendo il marchio 7 gold.